# Wyszesława de Kiev
Wyszesława de Kiev (v.1047 - † v.1089), fille de Sviatoslav II de Kiev, Grand-prince de la Rus' de Kiev, par son mariage avec Boleslas II de Pologne duchesse  (1068-1076), puis reine de Pologne (1076-v.1089).

## Mariage et descendance
De son mariage avec Boleslas en 1068/1069, Wyszesława eut un fils :
- Mieszko Bolesławowic (v.1069–1089).

## Sources
- (en) Cet article est partiellement ou en totalité issu de l’article de Wikipédia en anglais intitulé « Wyszesława of Kiev » (voir la liste des auteurs).